# Myself (田村英里子のアルバム)
『Myself』（マイセルフ）は、田村英里子の2枚目のアルバム。

## 収録曲
1. 真剣（3分15秒）
作詞：松本隆／作曲：筒美京平／編曲：新川博
2. そよ風のプロローグ（4分14秒）
作詞：三浦徳子／作曲：Mark Davis／編曲：川上了
3. seventeen（3分25秒）
作詞：兼松正人／作曲：佐藤健／編曲：川上了
4. エスケイプ（3分48秒）
作詞：尾関昌也／作曲：佐藤健／編曲：川上了
5. さよならのしっぽ（3分46秒）
作詞：三浦徳子／作曲・編曲：川上了
6. プレゼント（3分45秒）
作詞：尾関昌也／作曲：佐藤健／編曲：川上了
7. REVOLUTION（4分6秒）
作詞：松本隆／作曲：筒美京平／編曲：新川博
8. NEXT（3分51秒）
作詞：松本隆／作曲：筒美京平／編曲：新川博
9. Myself（3分46秒）
作詞：兼松正人／作曲・編曲：川上了
10. DANCE AGAIN（3分50秒）
作詞・作曲：水野有平／編曲：川上了
11. ガーネット伝説（3分49秒）
作詞：尾関昌也／作曲・編曲：川上了
12. 笑顔であいたい!（4分17秒）
作詞：原真弓／作曲：筒美京平／編曲：新川博